# Glossocarya
Glossocarya là một chi thực vật có hoa trong họ Hoa môi (Lamiaceae).

## Loài
Chi Glossocarya gồm các loài: